# Anica Sivec
Anica Sivec est une comédienne yougoslave puis slovène, née le 4 juin 1947 à Selnica ob Dravi en Slovénie et morte le 13 décembre 2013.

## Biographie
Elle a d'abord joué dans des troupes de théâtre amateur puis s'est inscrite à l'AGRFT où elle a étudié l'art dramatique. Elle a terminé ses études en 1970, et déjà pendant ses études, elle participa à des représentations au théâtre municipal de Ljubljana (en) et au Théâtre permanent slovène à Trieste. Après avoir terminé ses études, elle a obtenu un emploi au théâtre national slovène de Maribor en août 1970, où elle est restée jusqu'à sa retraite en 2006.
Elle participa un feuilleton radiophonique sur une radio de Maribor pendant plus de deux décennies

## Distinctions
Elle a reçu deux Prix Borštnik (sl)

## Galerie

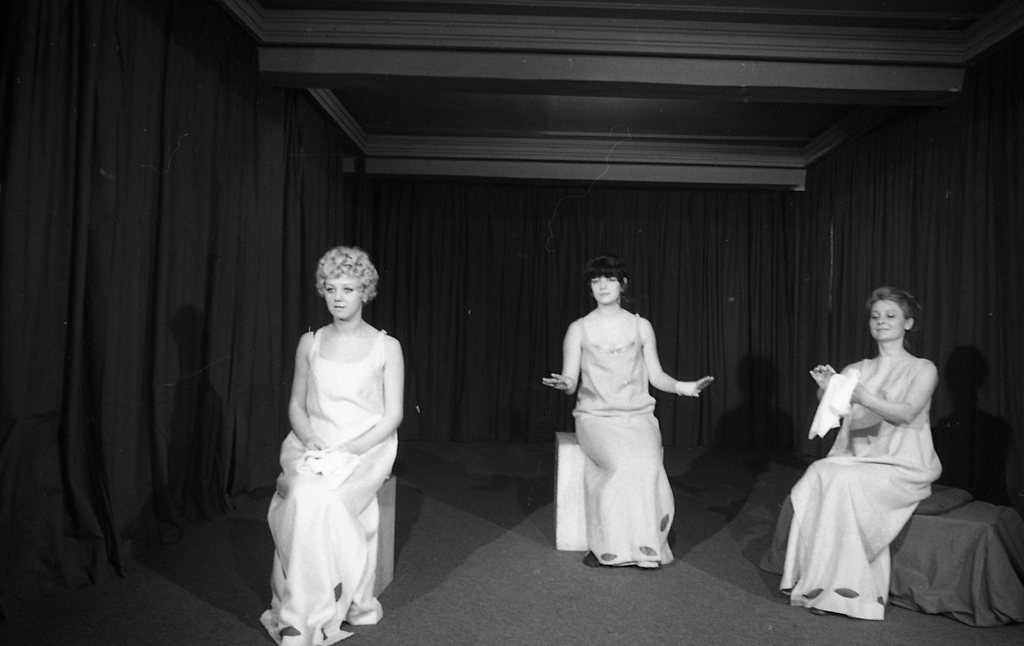
Dans Coriolan de Shakespeare avec Majda Kohek et Ljerka Belak
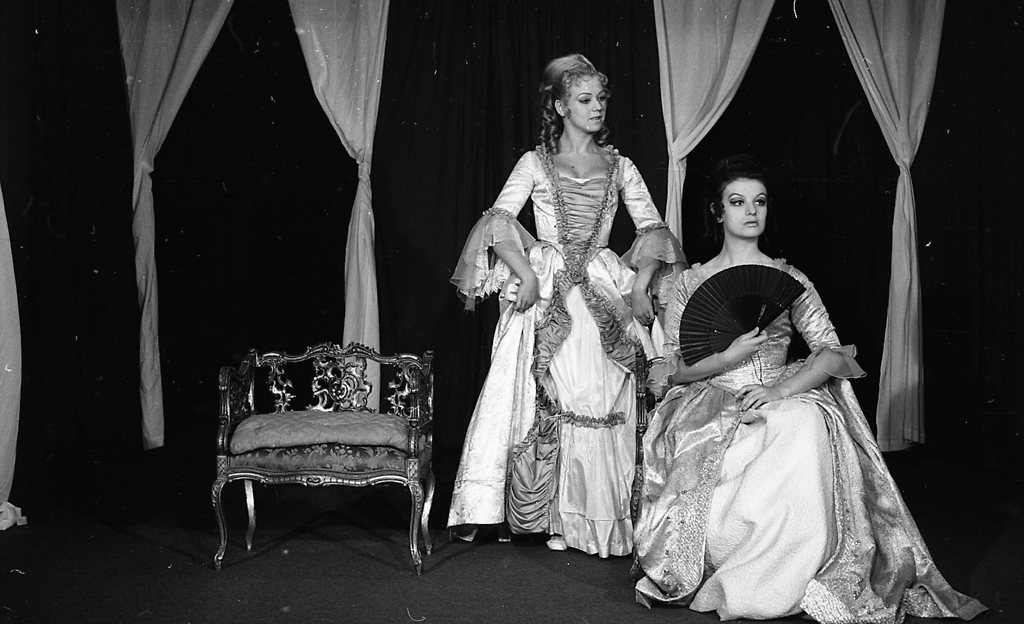
Dans Le Misanthrope de Molière avec Ljerka Belak
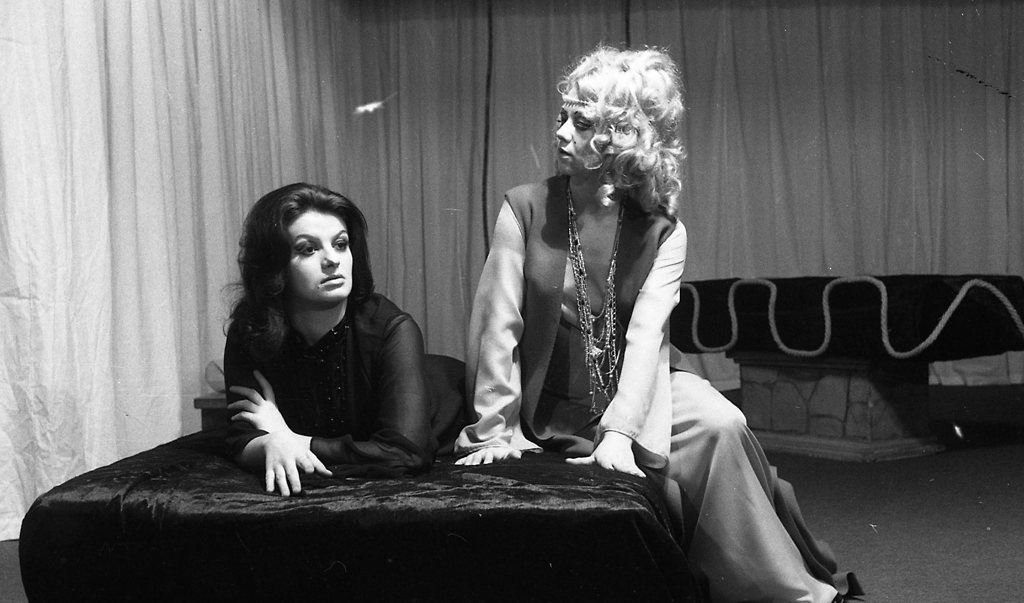
Dans L'École des veuves de Jean Cocteau avec Ljerka Belak
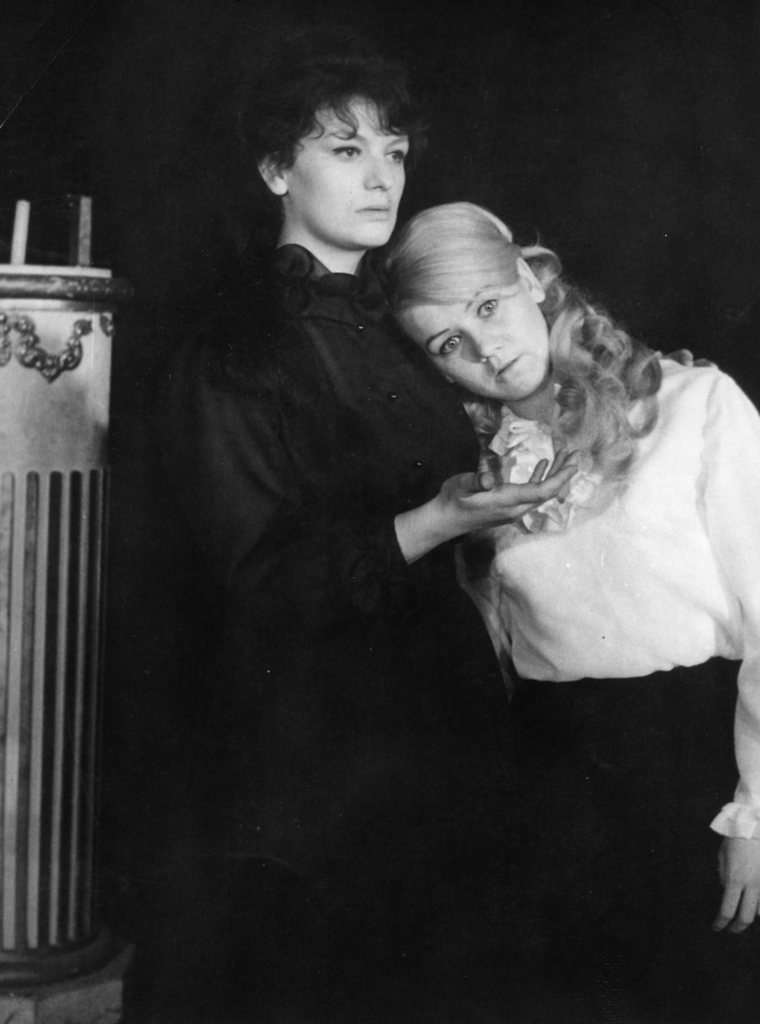
Dans Veronika de Desenice d'Oton Župančič avec Ljerka Belak